# Turistická značená trasa 7469
 Turistická značená trasa 7469 je 1,3 km dlouhá žlutě značená trasa Klubu českých turistů v Železných horách a v okrese Chrudim spojující náměstí v Nasavrkách a místní skanzen Země Keltů. Převažující směr je jižní. Trasa se nachází na území CHKO Železné hory.

## Průběh trasy
Turistická trasa má svůj počátek na náměstí v Nasavrkách na rozcestí s modře značenou trasou 1915 z Chrudimi na Vodní nádrž Seč a naučnou Keltskou stezkou. Trasa jižním až jihozápadním směrem ulicemi V Drahách, Čáslavskou, Spojovací a Nad Rybníkem a dále po jihozápadním břehu Horního rybníka. Poté prochází lesíkem a u vstupu do skanzenu končí bez návaznosti na žádnou další turistickou trasu.

## Turistické zajímavosti na trase
- Keltská stezka u Nasavrk
- Socha svatého Jana Nepomuckého v Nasavrkách
- Geologické zastavení - ukázky hlubinných vyvřelin u Horního rybníka
- Skanzen Země Keltů

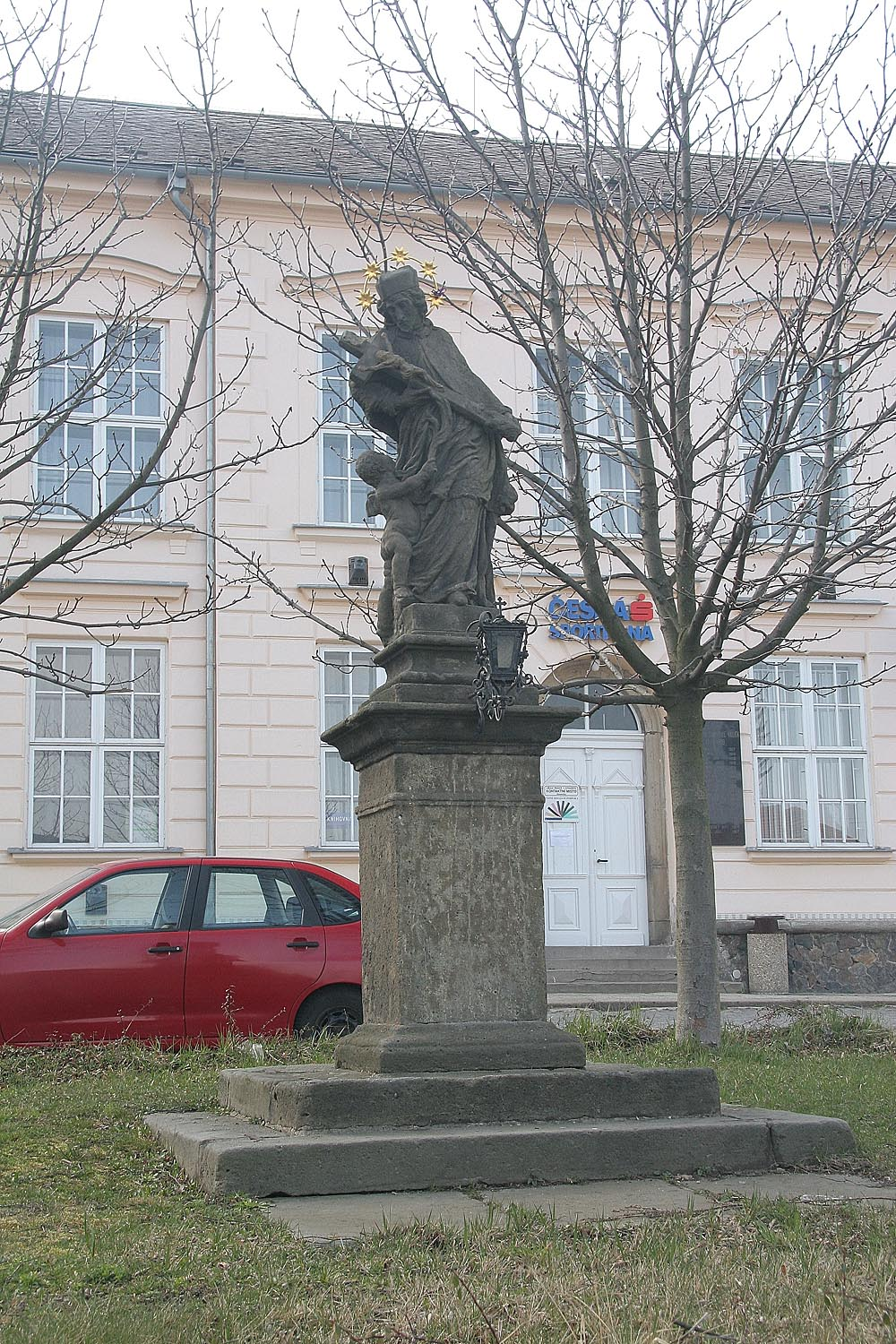
Socha svatého Jana Nepomuckého
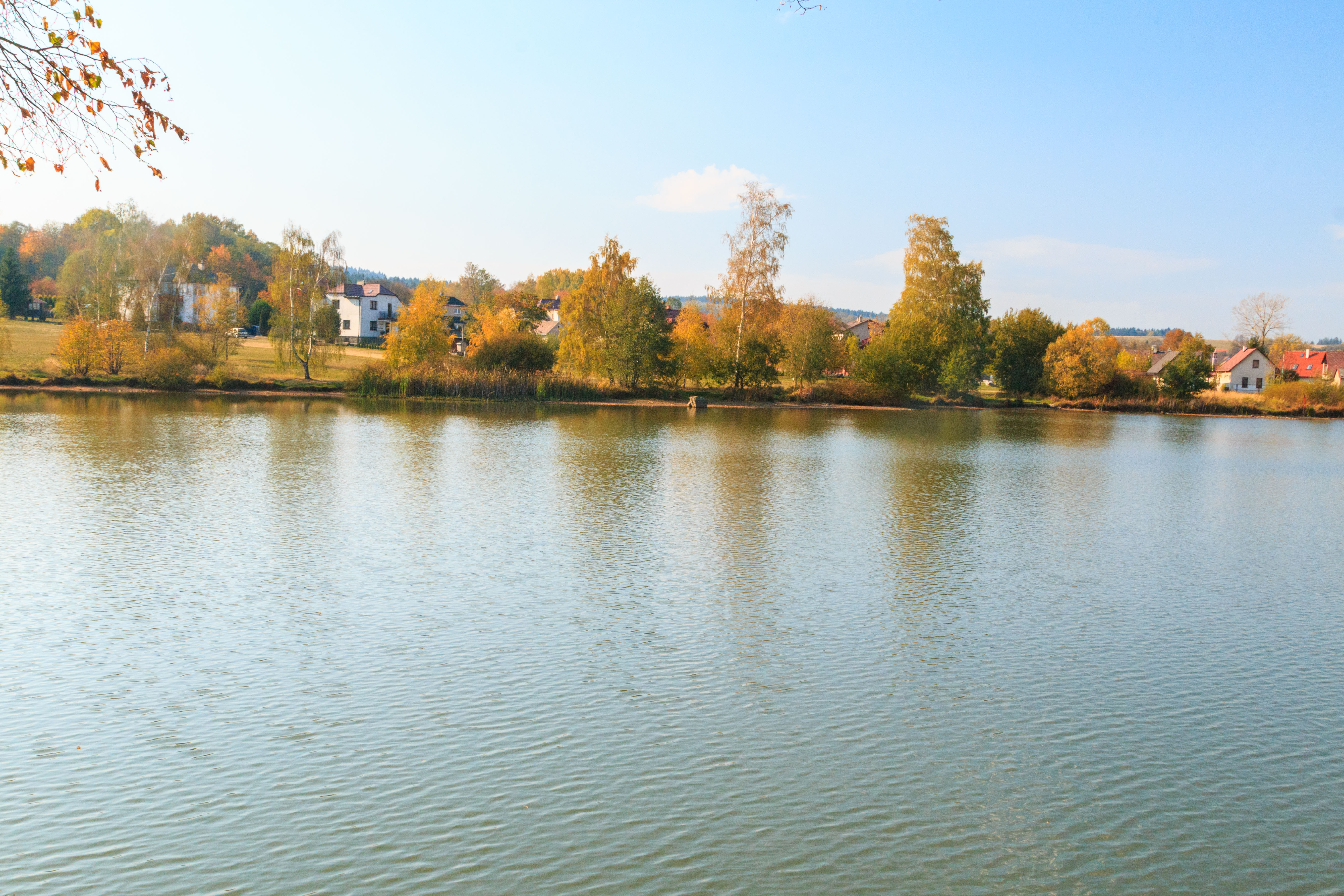
Horní rybník
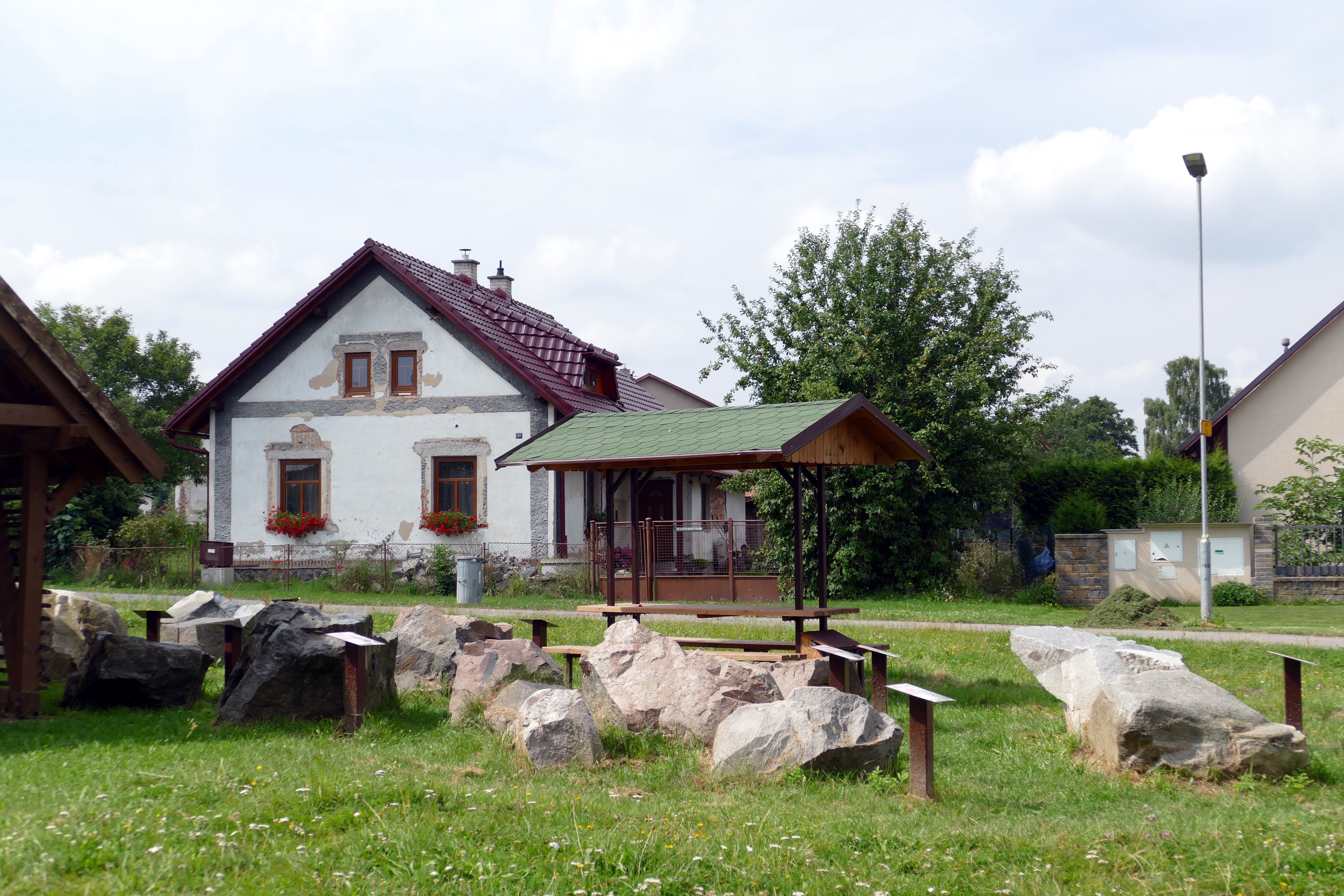
Geologické zastavení u Horního rybníka
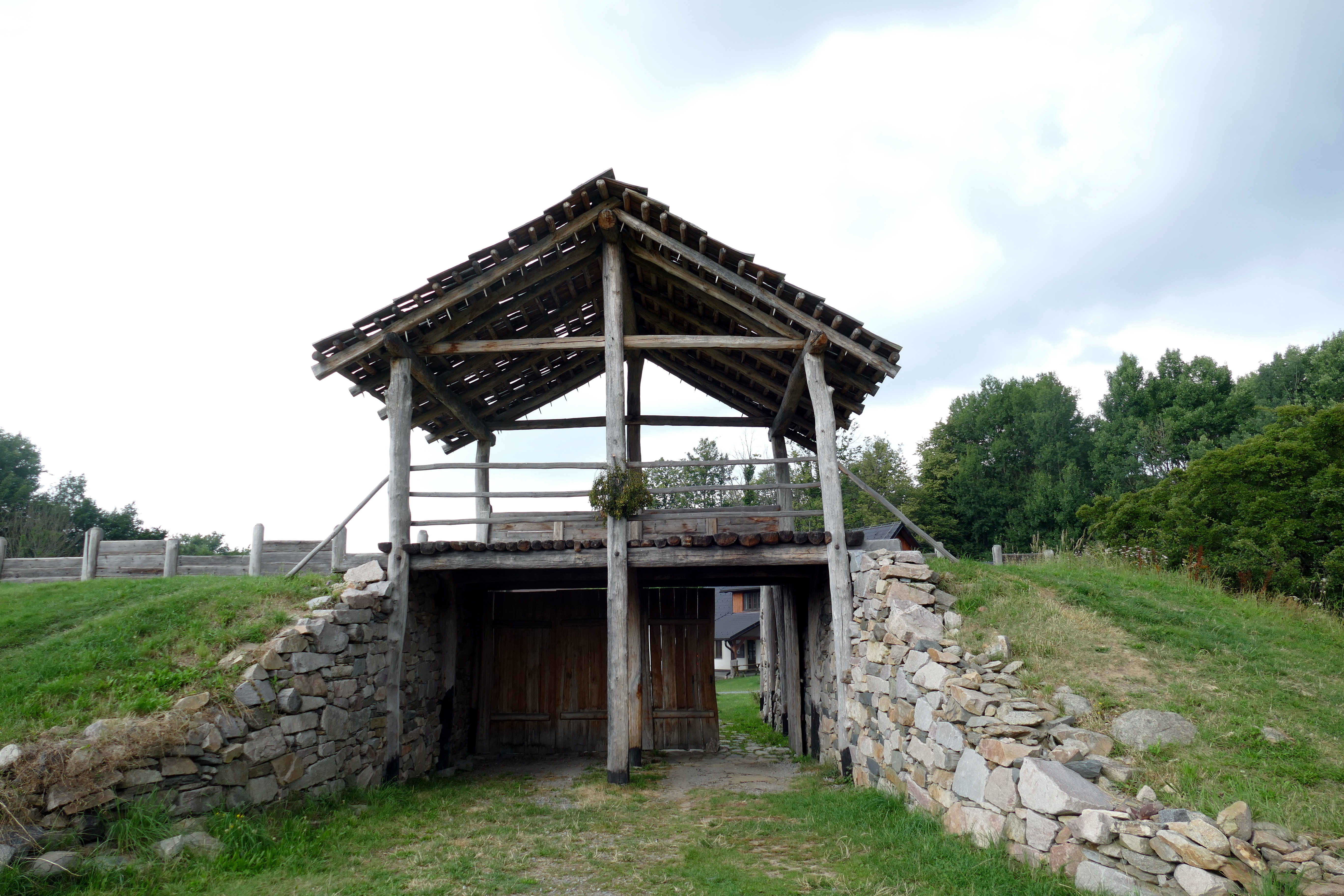
Brána skanzenu Země Keltů